# Boksuneun naui geot
Boksuneun naui geot (hangul: 복수는 나의 것; br Mr. Vingança) é um filme sul-coreano de 2002, dos gêneros drama, policial e suspense, dirigido por Park Chan-wook e escrito por Chan-wook, Lee Jae-soon, Lee Moo-young e Lee Yong-jong. Estrelado por Song Kang-ho e Shin Ha-kyun, é o primeiro filme da trilogia Vingança, sucedido por Oldboy (2003) e Chinjeolhan geumjassi (2005).

## Elenco
- Song Kang-ho - Park Dong-jin
- Shin Ha-kyun - Ryu
- Bae Doona - Cha Yeong-mi
- Han Bo-bae - Yu-sun
- Im Ji-eun - irmã de Ryu